# Melitobaris
Melitobaris är ett släkte av skalbaggar. Melitobaris ingår i familjen vivlar.
Kladogram enligt Catalogue of Life:
| Melitobaris | \| \| Melitobaris dumonti \| \| \| \| |
|             | \| \| Melitobaris dumonti \| \| \| \| |
|             | Melitobaris dumonti                   |
|             |                                       |